# ليا ويليامسون
ليا ويليامسون (بالإنجليزية: Leah Williamson) (29 مارس 1997 بميلتون كينز في المملكة المتحدة - ) هي لاعبة كرة قدم بريطانية في مركز الدفاع. شاركت مع منتخب إنجلترا تحت 17 سنة للسيدات لكرة القدم ومنتخب إنجلترا تحت 19 سنة للسيدات لكرة القدم ومنتخب إنجلترا تحت 20 سنة للسيدات لكرة القدم ‏ ومنتخب إنجلترا تحت 23 سنة للسيدات لكرة القدم. أما مع النوادي، فقد لعبت مع نادي أرسنال للسيدات.

## وصلات خارجية
- ليا ويليامسون على موقع الاتحاد الدولي (مؤرشف)  (الإنجليزية)
- ليا ويليامسون على موقع الاتحاد الأوربي (الإنجليزية)
- ليا ويليامسون على موقع قاعدة بيانات كرة القدم.إي يو (الإنجليزية)
- ليا ويليامسون على موقع Soccerway.com (الإنجليزية)
- ليا ويليامسون على موقع عالم كرة القدم.نت (الإنجليزية)
- ليا ويليامسون على موقع أوليمبيديا (الإنجليزية)
- ليا ويليامسون على موقع اللجنة الأولمبية البريطانية (الإنجليزية)